# Rengali
Rengali es una  ciudad censal situada en el distrito de Sambalpur en el estado de Odisha (India). Su población es de 10867 habitantes (2011). Se encuentra a 69 km de Bhubaneswar y a 21 km de Sambalpur.

## Demografía
Según el censo de 2011 la población de Rengali era de 10867 habitantes, de los cuales 5583 eran hombres y 5284 eran mujeres. Rengali tiene una tasa media de alfabetización del 78,98%, superior a la media estatal del 72,87%: la alfabetización masculina es del 87,11%, y la alfabetización femenina del 70,45%.